# Medalha Nacional de Ciências
A Medalha Nacional de Ciências (em inglês:  National Medal of Science) é uma condecoração concedida pelo Presidente dos Estados Unidos. 
O presidente Donald Trump nāo concedeu a medalha durante sua presidência. A última vez que a medalha foi concedida foi em 19 de maio de 2016, quando o presidente Barack Obama concedeu as medalha de 2013 e 2014.

## Agraciados[2]

### Ciência do Comportamento e Social
- 1964	Neal Elgar Miller
- 1986	Herbert Simon
- 1987	Anne Anastasi, George Joseph Stigler
- 1988	Milton Friedman
- 1990	Leonid Hurwicz, Patrick Suppes
- 1991	George A. Miller
- 1992	Eleanor J. Gibson
- 1994	Robert Merton
- 1995	Roger N. Shepard
- 1996	Paul Samuelson
- 1997	William K. Estes
- 1998	William Julius Wilson
- 1999	Robert Solow
- 2000	Gary Stanley Becker
- 2003   R. Duncan Luce
- 2004   Kenneth Arrow
- 2005   Gordon H. Bower
- 2008   Michael Posner
- 2009   Mortimer Mishkin
- 2011   Anne Treisman
- 2012   Robert Axelrod
- 2014   Albert Bandura

### Ciências Biológicas
- 1963 Cornelis Bernardus van Niel
- 1964 Theodosius Dobzhansky, Marshall Nirenberg
- 1965 Francis Rous, George Gaylord Simpson, Donald Van Slyke
- 1966 Edward Fred Knipling, Fritz Albert Lipmann, William Cumming Rose, Sewall Wright
- 1967 Kenneth Stewart Cole, Harry Harlow, Michael Heidelberger, Alfred Sturtevant
- 1968 Horace Barker, Bernard Brodie, Detlev Bronk, Jay Laurence Lush, Burrhus Frederic Skinner
- 1969 Robert Hübner, Ernst Mayr
- 1970 Barbara McClintock, Albert Sabin
- 1973 Daniel Arnon, Earl Sutherland
- 1974 Britton Chance, Erwin Chargaff, James Neel, James Augustine Shannon
- 1975 Hallowell Davis, Paul Gyorgy, Sterling Brown Hendricks, Orville Vogel
- 1976 Roger Guillemin, Keith Roberts Porter, Efraim Racker, Edward Osborne Wilson
- 1979 Robert H. Burris, Elizabeth Caroline Crosby, Arthur Kornberg, Severo Ochoa, Earl Reece Stadtman, George Ledyard Stebbins, Paul Alfred Weiss
- 1981 Philip Handler
- 1982 Seymour Benzer, Glenn W. Burton, Mildred Cohn
- 1983 Howard Bachrach, Paul Berg, Wendell Lee Roelofs, Berta Scharrer
- 1986 Stanley Cohen, Donald Henderson, Vernon Mountcastle, George Palade, Joan Steitz
- 1987 Michael DeBakey, Theodor O. Diener, Harry Eagle, Har Khorana, Rita Levi-Montalcini
- 1988 Michael Stuart Brown, Stanley Norman Cohen, Joseph Goldstein, Maurice Hilleman, Eric Kandel, Rosalyn Yalow
- 1989 Katherine Esau, Viktor Hamburger, Philip Leder, Joshua Lederberg, Roger Sperry, Harland Goff Wood
- 1990 Baruj Benacerraf, Herbert Boyer, Daniel Koshland, Edward Lewis, David G. Nathan, Edward Donnall Thomas
- 1991 Mary Ellen Avery, George Evelyn Hutchinson, Elvin A. Kabat, Robert Kates, Salvador Luria, Paul A. Marks, Folke K Skoog, Paul C. Zamecnik
- 1992 Maxine Singer, Howard Martin Temin
- 1993 Daniel Nathans, Salome G. Waelsch
- 1994 Thomas Eisner, Elizabeth Neufeld
- 1995 Alexander Rich
- 1996 Ruth Patrick
- 1997 James Watson, Robert A. Weinberg
- 1998 Bruce Ames, Janet Rowley
- 1999 David Baltimore, Jared Diamond, Lynn Margulis
- 2000 Nancy Coover Andreasen, Peter H. Raven, Carl Woese
- 2001 Francisco José Ayala, George F. Bass, Mario Capecchi, Ann Graybiel, Gene Likens, Victor A. McKusick, Harold Varmus
- 2002 James E. Darnell, Evelyn M. Witkin
- 2003 John Michael Bishop, Solomon Halbert Snyder, Charles Yanofsky
- 2004 Norman Borlaug, Phillip Allen Sharp, Thomas Starzl
- 2005 Anthony Fauci, Torsten Wiesel
- 2006 Rita Colwell, Nina Fedoroff, Lubert Stryer
- 2007 Robert Lefkowitz, Bert William O’Malley
- 2008 Francis Collins, Elaine Fuchs, Craig Venter
- 2009 Susan Lindquist, Stanley Prusiner
- 2010 Ralph Lawrence Brinster, Rudolf Jaenisch
- 2011 Lucy Shapiro, Leroy Hood, Sallie Chisholm
- 2012 May Berenbaum, Bruce Alberts
- 2013 Rakesh Jain
- 2014 Stanley Falkow, Mary-Claire King, Simon Levin

### Ciências da Engenharia
- 1962	 Theodore von Kármán
- 1963	 Vannevar Bush, John Robinson Pierce
- 1964  Othmar Ammann, Charles Stark Draper
- 1965  Hugh Latimer Dryden, Clarence Johnson, Warren Lewis
- 1966	 Claude Shannon
- 1967	 Edwin Land, Igor Sikorsky
- 1968	 John Presper Eckert, Nathan M. Newmark
- 1969	 Jack Kilby
- 1970  George Mueller
- 1973	 Harold Eugene Edgerton, Richard Whitcomb
- 1974	 Rudolf Kompfner, Ralph Brazelton Peck, Abel Wolman
- 1975	 Manson Benedict, William Hayward Pickering, Frederick Terman, Wernher von Braun
- 1976  Morris Cohen, Peter Carl Goldmark, Erwin Wilhelm Müller
- 1979  Emmett Leith, Raymond Mindlin, Robert Noyce, Earl Parker, Simon Ramo
- 1982	 Edward Heinemann, Donald Katz
- 1983	 William Hewlett, George Low, John George Trump
- 1986  Hans Wolfgang Liepmann, Tung-Yen Lin, Bernard Oliver
- 1987  Robert Byron Bird, Harry Bolton Seed, Ernst Weber
- 1988	 Daniel Drucker, Willis Hawkins, George W. Housner
- 1989	 Harry George Drickamer, Herbert Earl Grier
- 1990	 Mildred Dresselhaus, Nick Holonyak
- 1991	 George Heilmeier, Luna Leopold, Guyford Stever
- 1992	 Calvin Quate, John Roy Whinnery
- 1993	 Alfred Yi Cho
- 1994	 Ray Clough
- 1995	 Hermann Anton Haus
- 1996	 James Flanagan, Chandra Kumar Patel
- 1998	 Eli Ruckenstein
- 1999	 Kenneth N. Stevens
- 2000	 Yuan-Cheng Fung
- 2001	 Andreas Acrivos
- 2002	 Leo Beranek
- 2003  John Prausnitz
- 2004  Edwin Lightfoot
- 2005  Jan Achenbach
- 2006  Robert Langer
- 2007  David Wineland
- 2008  Rudolf Kalman
- 2009  Amnon Yariv
- 2010  Shu Chien
- 2011  John Bannister Goodenough
- 2012  Thomas Kailath

### Ciências Matemáticas, Estatísticas e Computacionais
- 1963 Norbert Wiener
- 1964 Solomon Lefschetz, Marston Morse
- 1965 Oscar Zariski
- 1966 John Milnor
- 1967 Paul Cohen
- 1968 Jerzy Neyman
- 1969 William Feller
- 1970 Richard Brauer
- 1973 John Tukey
- 1974 Kurt Gödel
- 1975 John Backus, Shiing-Shen Chern, George Dantzig
- 1976 Kurt Otto Friedrichs, Hassler Whitney
- 1979 Joseph Leo Doob, Donald Knuth
- 1982 Marshall Harvey Stone
- 1983 Herman Goldstine, Isadore Singer
- 1986 Peter Lax, Antoni Zygmund
- 1987 Raoul Bott, Michael Freedman
- 1988 Ralph Gomory, Joseph Keller
- 1989 Samuel Karlin, Saunders Mac Lane, Donald Spencer
- 1990 George Carrier, Stephen Kleene, John McCarthy
- 1991 Alberto Calderón
- 1992 Allen Newell
- 1993 Martin Kruskal
- 1994 John Cocke
- 1995 Louis Nirenberg
- 1996 Richard Karp, Stephen Smale
- 1997 Shing-Tung Yau
- 1998 Cathleen Synge Morawetz
- 1999 Felix Browder, Ronald Coifman
- 2000 John Griggs Thompson, Karen Uhlenbeck
- 2001 Calyampudi Radhakrishna Rao, Elias Stein
- 2002 James Glimm
- 2003 Carl de Boor
- 2004 Dennis Sullivan
- 2005 Bradley Efron
- 2006 Hyman Bass
- 2007 Leonard Kleinrock, Andrew Viterbi
- 2009 David Mumford
- 2010 Richard Alfred Tapia, S. R. Srinivasa Varadhan
- 2011 Solomon Wolf Golomb, Barry Mazur
- 2012 Alexandre Chorin, David Blackwell
- 2015 Michael Artin

### Ciências Físicas
- 1963 Luis Walter Alvarez
- 1964 Julian Schwinger, Harold Clayton Urey, Robert Burns Woodward
- 1965 John Bardeen, Peter Debye, Leon Max Lederman, William Walden Rubey
- 1966 Jacob Bjerknes, Subrahmanyan Chandrasekhar, Henry Eyring, John Hasbrouck Van Vleck, Vladimir Zworykin
- 1967 Jesse Beams, Francis Birch, Gregory Breit, Louis Plack Hammett, George Kistiakowsky
- 1968 Paul Doughty Bartlett, Herbert Friedman, Lars Onsager, Eugene Paul Wigner
- 1969 Herbert Charles Brown, Wolfgang Panofsky
- 1970 Robert Henry Dicke, Allan Rex Sandage, John Clarke Slater, John Archibald Wheeler, Saul Winstein
- 1973 Carl Djerassi, William Maurice Ewing, Arie Jan Haagen-Smit, Vladimir Haensel, Frederick Seitz, Robert Rathbun Wilson
- 1974 Nicolaas Bloembergen, Paul John Flory, William Alfred Fowler, Linus Pauling, Kenneth Sanborn Pitzer
- 1975 Hans Bethe, Joseph Hirschfelder, Lewis Hastings Sarett, Edgar Bright Wilson, Chien-Shiung Wu
- 1976 Samuel Abraham Goudsmit, Herbert S. Gutowsky, Frederick Rossini, Verner Suomi, Henry Taube, George Eugene Uhlenbeck
- 1979 Richard Feynman, Hermann Mark, Edward Mills Purcell, John Sinfelt, Lyman Spitzer, Victor Weisskopf
- 1982 Philip Warren Anderson, Yoichiro Nambu, Edward Teller, Charles Hard Townes
- 1983 Margaret Burbidge, Maurice Goldhaber, Helmut Landsberg, Walter Munk, Frederick Reines, Bruno Rossi, John Robert Schrieffer
- 1986 Solomon Buchsbaum, Horace Crane, Herman Feshbach, Robert Hofstadter, Chen Ning Yang
- 1987 Philip Abelson, Walter Elsasser, Paul Christian Lauterbur, George Pake, James Van Allen
- 1988 David Allan Bromley, Chu Ching-wu, Walter Kohn, Norman Foster Ramsey, Jack Steinberger
- 1989 Arnold Orville Beckman, Eugene Parker, Robert Sharp, Henry Stommel
- 1990 Allan Cormack, Edwin Mattison McMillan, Robert Pound, Roger Revelle
- 1991 Arthur Schawlow, Ed Stone, Steven Weinberg
- 1992 Eugene Shoemaker
- 1993 Val Logsdon Fitch, Vera Rubin
- 1994 Albert Overhauser, Frank Press
- 1995 Hans Georg Dehmelt, Peter Goldreich
- 1996 Wallace Smith Broecker
- 1997 Marshall Rosenbluth, Martin Schwarzschild, George Wetherill
- 1998 Don Lynn Anderson, John Norris Bahcall
- 1999 James Watson Cronin, Leo Kadanoff
- 2000 Willis Eugene Lamb, Jeremiah Paul Ostriker, Gilbert Fowler White
- 2001 Marvin Cohen, Raymond Davis Jr., Charles Keeling
- 2002 Richard Garwin, William Jason Morgan, Edward Witten
- 2003 Brent Dalrymple, Riccardo Giacconi
- 2004 Robert N. Clayton
- 2005 Ralph Alpher, Lonnie Thompson
- 2006 Daniel Kleppner
- 2007 Fay Ajzenberg-Selove, Charles Pence Slichter
- 2008 Berni Alder, James Gunn
- 2009 Yakir Aharonov, Esther Marley Conwell, Warren Washington
- 2011 Sidney Drell, Sandra Faber, Sylvester James Gates
- 2012 Burton Richter, Sean Solomon
- 2014 Shirley Ann Jackson